# Lucia Graves
Lucía Graves (Devon, Inglaterra, 21 de julio de 1943) es una escritora y traductora británica. Entre otras, ha traducido la producción de Carlos Ruiz Zafón al inglés.

## Biografía
Hija del escritor Robert Graves, pasó su infancia en Deyá, Mallorca, donde vivieron sus padres una vez finalizada la Segunda Guerra Mundial. Tras licenciarse en Filología hispánica por la Universidad de Oxford, se casó con el músico español Ramón Farrán Sánchez, y se instaló en Barcelona, donde inició su actividad como traductora en inglés, español y catalán. 
Sus traducciones incluyen los éxitos mundiales La sombra del viento y El juego del ángel de Carlos Ruiz Zafón, y Los papeles de Colón. Ha traducido igualmente a otros autores, además de a su propio padre, a Rafael Alberti, Anaïs Nin, Katherine Mansfield o Emilia Pardo Bazán.  Ha publicado también una novela, The Memory House, sobre la expulsión de España de los españoles de religión hebrea,  y unas memorias, tituladas A Woman Unknown: Voices from a Spanish Life, sobre mujeres españolas de la época de la democracia orgánica y de la transición. También ha compuesto la letra de diversas canciones, entre ellas, Gotas de fuego, junto con su esposo Ramón Ferrán e interpretada por José-José en el disco Reencuentro de 1977, A flor de piel, interpretada por Furia en 1972, y La canción del columpio, que, con música de su marido, Ramón Farrán Sánchez, fue presentada al III Festival de la Canción Infantil de TVE en 1969, siendo después editada en disco interpretada por Los Cinco Musicales, que la incorporaron a su repertorio. Igualmente, la cantante María del Mar Bonet puso música a un poema de su padre traducido por ella. Ha editado Robert Graves' Complete Short Stories, colección completa de cuentos escritos por su padre.
En total ha traducido unos 30 volúmenes. En la actualidad reside en Londres.

## Premios y honores
- 2012 Science Fiction & Fantasy Translation Awards, finalista, traducción de El palacio de la medianoche por Carlos Ruiz Zafón[1]